# Santa Bárbara do Leste (ort)
Santa Bárbara do Leste är en ort i Brasilien.   Den ligger i kommunen Santa Bárbara do Leste och delstaten Minas Gerais, i den sydöstra delen av landet, 800 km sydost om huvudstaden Brasília. Santa Bárbara do Leste ligger 756 meter över havet och antalet invånare är 7 679.
Terrängen runt Santa Bárbara do Leste är kuperad. Santa Bárbara do Leste är det största samhället i trakten.
Omgivningarna runt Santa Bárbara do Leste är en mosaik av jordbruksmark och naturlig växtlighet. Runt Santa Bárbara do Leste är det ganska glesbefolkat, med 47 invånare per kvadratkilometer.